# سیارک ۱۹۶۹۴
سیارک ۱۹۶۹۴ (به انگلیسی: 19694 Dunkelman، نامگذاری:1999RX230) نوزده هزار و ششصد و نود و چهارمین سیارک کشف شده‌است که در ۸ سپتامبر ۱۹۹۹ کشف شد.
قدر مطلق سیارک برابر ۳۵.۴ است.